# 化学略語一覧
化学略語一覧（かがくりゃくごいちらん）は、化学および関連分野で使用される略語を一覧にしたものである。
ただし、元素および化学式のみで記述される事項 (ZnやH2Oなど)については記載していない。
- コンピュータ関連語についてはコンピュータ用語一覧を参照のこと。
- 化学物質については略称・略号の一覧 (化合物名)を、官能基については官能基略語一覧も参照のこと。

## A
- A: アデニン (Adenine) - 核酸塩基の1種
- A: アラニン (Alanine) - アミノ酸の1種
- AAA: 芳香族アミノ酸 (Aromatic Amino Acid) - 芳香族基を持つアミノ酸
- AAS: 原子吸光分光 (Atomic Absorption Spectroscopy) - 機器分析法
- Abs: 吸光度 (Absorbance) - 分光法で用いられる語
- ABS: ABS樹脂／アクリロニトリル・ブタジエン・スチレン共重合体 (Acrylonitrile-Butadiene-Styrene copolymer) - 汎用プラスチックの1種.
- Ac: アセチル基 (Acetyl) - [CH3C(=O)-]
- 7-ACA: 7-Aminocephalosporanic acid - セファロスポリン系抗生物質中間体
- Acm: アセトアミドメチル基 (acetamidomethyl)
- ACS: アメリカ化学会 (American Chemical Society) - 学会名
- Ad: アダマンチル基 (adamantyl)
- Adoc: アダマンチルオキシカルボニル基 (adamantyloxycarbonyl)
- AES: 原子発光分光 (Atomic Emission Spectroscopy) - 機器分析法
- AES: オージェ電子分光 (Auger Electron Spectroscopy) - 機器分析法
- AFM: 原子間力顕微鏡 (Atomic Force Microscopy) - 機器分析法
- AIST: 産業技術総合研究所 (Agency of Industrial Science and technology) - 独立行政法人研究所
- Ala: アラニン (Alanine) - アミノ酸の1種
- ALY: アリザリンイエロー (Alizarine Yellow) - pH指示薬
- Am: アミル基 - [Me2CH-CH2CH2-], ペンチル基の構造異性体のひとつ。亜硝酸アミルなど。
- Ann.: Liebigs Annalen - 化学雑誌
- AO: 原子軌道 (Atomic Orbital) - 理論化学
- Aoc: アミルオキシカルボニル基 (amyloxycarbonyl)
- Ar: アリール基 (Aryl) - 何らかの芳香族基であることを示す
- Arg: アルギニン (Arginine) - アミノ酸の1種
- Asn: アスパラギン (Asparagine) - アミノ酸の1種
- Asp: アスパラギン酸 (Aspartic Acid) - アミノ酸の1種
- ATR: 減衰全反射法（Attenuated Total Reflection）- 赤外分光法の反射測定法の一つ

## B
- 9-BBN: ボラビシクロ[3.3.1]ノナン (9-borabicyclo[3.3.1]nonane)有機合成化学において用いられる試剤のひとつ。IUPAC命名法による正式名称は
- BCG: ブロモクレゾールグリーン (Bromo Cresol Green) - pH指示薬
- BCSJ: 日本化学会欧文誌 (Bulletin of the Chemical Society of Japan)- 雑誌名
- BE: 結合エネルギー (Binding Energy)
- Ber.: Chemische Berichte - ドイツの化学雑誌。Chem. Ber.とも略す。
- Bn: ベンジル基 (Benzyl) - [C6H5-CH2-]
- Boc: Tert-ブトキシカルボニル基 (t-butoxycarbonyl) - 保護基。t-Boc とも書く。
- BOM: ベンジルオキシメチル基 (benzyloxymethyl)
- BPB: ブロモフェノールブルー (Bromo Phenol Blue) - pH指示薬
- BPO: 過酸化ベンゾイル (Benzoyl Peroxide) - ラジカル発生剤
- Bpoc: 2-(p-biphenyl)isopropyl-oxycarbonyl - 保護基
- BTB: ブロモチモールブルー (Bromo Thymol Blue) - pH指示薬
- Bu: ブチル基 (Butyl) - [C4H9-]、primary (normally, n-), secondary (sec-, s-), tertiary (tert-, t-) の3種類がある。
- Bz: ベンゾイル基 (Benzoyl) - [C6H5-C(=O)-]
- Bzl: ベンゾイル基 (Benzoyl) - [C6H5-C(=O)-]

## C
- CA: ケミカルアブストラクツ (Chemical Abstracts) - 雑誌名
- CAS: Chemical Abstract Service - アメリカ化学会の情報部門
- CAS RN: CAS登録番号 (CAS Registry Number) - Chemical Abstract Serviceによって付けられた物質の分類番号
- CB: カーボンブラック (Carbon Black) - 炭素材料
- Cbz: ベンジルオキシカルボニル基 (Benzyloxycarbonyl) - 保護基の1種（項目Zの別名）
- CCD: 向流分配法 (countercurrent distribution) - 分離方法
- CD: 円偏光二色性 (Circular Dichromism) - 機器分析法
- CE: シアノエチル基 (cyanoethyl)
- cHx: シクロヘキシル基 (cyclohexyl)
- CI: 化学イオン化 (Chemical Ionization) - 質量分析の手法
- CIP則: カーン・インゴルド・プレローグ順位則 (Cahn-Ingold-Prelog) - RS表示法の規則
- CM: カルボキシメチル基 (carboxymethyl)
- CMC: 臨界ミセル濃度 (critical micellar concentration)
- CNDO: CNDO法 (Complete Neglect of Differential Overlap) - 半経験的分子軌道法のひとつ
- CNT: カーボンナノチューブ (Carbon Nanotube) - 炭素材料
- COLOC: COLOC (correlation via long range coupling) - NMR測定法のひとつ
- COSY: COSY (Correlation spectroscopy) - NMR測定法のひとつ
- Cp: シクロペンタジエニル - 官能基・配位子
- CPR: クロルフェノールレッド (Chloro Phenol Red) - pH指示薬
- CR: クレゾールレッド (Cresol Red) - pH指示薬
- CREST: 戦略的基礎研究推進事業 (Core Research Evolutional Science and Technology) - JSTのチーム型研究プロジェクト
- CSI: コールドスプレーイオン化法 (Cold Spray Ionization) - 質量分析の手法
- CSJ: 日本化学会 (The Chemical Society of Japan) - 学会名
- CT: 電荷移動 (Charge Transfer)
- CV: サイクリックボルタンメトリー (Cyclic Voltammetry) - 機器分析法
- Cys: システイン (Cysteine) - アミノ酸の1種

## D
- D: アスパラギン酸 (Aspartic Acid) - アミノ酸の1種
- DART: Direct Analysis in Real Time - イオン化法の一種 - 質量分析の手法
- de: ジアステレオマー過剰率 (diastereomer excess)
- DFT: 密度汎関数理論 (Density Functional Theory) - 理論化学
- DLC: ダイヤモンドライクカーボン (Diamond-like Carbon) - 炭素材料
- DLS： 動的光散乱 (Dynamic Light Scattering) - 散乱光の時間変化から微粒子の大きさや分布を求める分析方法
- DNA: デオキシリボ核酸 (Deoxyribose Nucleic Acid) - 生体高分子の1種
- DSC: 示差走査熱量計 (Differential Scanning Calorimeter) - 機器分析法
- DTA: 示差熱分析 (Differential Thermal Analysis) - 機器分析法
- DWCNT: 二層カーボンナノチューブ (Double Wall Carbon Nanotube) - 炭素材料
- DWNT: 二層ナノチューブ (Double Wall Nanotube)

## E
- E: グルタミン酸 (Glutamic Acid) - アミノ酸の1種
- EDG: 電子供与基 (Electron Donating Group) - 有機電子論
- EDS: エネルギー分散型X線分析 (Energy Dispersive X-ray Spectroscopy) - 機器分析法
- EDX: エネルギー分散型X線分析 (Energy Dispersive X-ray Spectroscopy) - 機器分析法
- ee: 鏡像体過剰率 (enantiomeric excess) - 立体的な純度を表す尺度
- EELS: 電子エネルギー損失分光 (Electron Energy Loss Spectroscopy) - 機器分析法
- EI: 電子イオン化法 (Electron Ionization) - 質量分析の手法
- EL: エレクトロルミネッセンス (Electroluminescence) - 電気によって発光する現象
- EPMA: 電子プローブマイクロ分析 (Electron Probe Micro Analysis) - 機器分析法、またはその装置(- Analyser)。
- EPR: 電子常磁性共鳴 (Electron Paramagnetic Resonance) - 機器分析法
- ERATO: 戦略的創造研究推進事業 (Exploratory Research for Advanced Technology) - JSTのチーム型研究プロジェクト
- ESI: エレクトロスプレーイオン化 (ElectroSpray Ionization) - 質量分析の手法
- ESCA: X線光電子分光 (Electron Spectroscopy for Chemical Analysis) - 機器分析法
- ESR: 電子スピン共鳴 (Electron Spin Resonance) - 機器分析法
- ES&T: Environmental Science & Technology (Environ. Sci. Technol.) - アメリカ化学会発行の化学雑誌。
- Et: エチル基 (Ethyl) - [CH3CH2-]
- EXAFS: 広域X線吸収微細構造 (Extended X-ray Absorption Fine Structure) - 機器分析法
- EWG: 電子求引基 (Electron Withdrawing Group) - 有機電子論

## F
- F: フェニルアラニン (Phenylalanine) - アミノ酸の1種
- FAB: 高速原子衝撃法 (Fast Atom Bombardment) - 質量分析の手法
- FD: 電界脱離 (Field Desorption) - 質量分析の手法
- FFT： 高速フーリエ変換 (Fast Fourier Transform) - フーリエ変換アルゴリズムのひとつ。データや画像の処理に用いられる。
- FIB： 集束イオンビーム (Focused Ion Beam) - 半導体の製造・観察法
- FID: 水素炎イオン化検出器 (Flame Ionization Detector) - ガスクロマトグラフィー用検出器
- FT: フーリエ変換 (Fourier Transform)
- FT-IR: フーリエ変換赤外分光光度計 (Fourier Transform InfraRed Spectrophotometer) - 機器分析装置。フーリエ変換を利用して赤外光の各波長における強度分布を調べる装置。機器分析法を指すことも多い。

## G
- G: グアニン (Guanine) - 核酸塩基の1種
- G: グリシン (Glycine) - アミノ酸の1種
- GC:  ガスクロマトグラフィー (Gas Chromatography) - 機器分析法
- GC: ガラス状炭素 (Glassy Carbon) - 炭素材料
- GC/MS: ガスクロマトグラフ質量分析 (Gas Chromatography / Mass Spectrometry) - 機器分析法
- GFC: ゲルろ過クロマトグラフィー (Gel Filtration Chromatography) - クロマトグラフィーの1種
- Gln: グルタミン (Glutamine) - アミノ酸の1種
- Glu: グルタミン酸 (Glutamic Acid) - アミノ酸の1種
- Gly: グリシン (Glycine) - アミノ酸の1種
- GPC: ゲル浸透クロマトグラフィー (Gel Permeation Chromatography) - クロマトグラフィーの1種
- GTO: ガウス型軌道 (Gaussian Type Orbital) - 理論化学

## H
- H: ヒスチジン (Histidine) - アミノ酸の1種
- HF: ハートリー-フォック (Hartree-Fock) - 理論化学
- His: ヒスチジン (Histidine) - アミノ酸の1種
- HMPA: ヘキサメチルリン酸トリアミド (Hexamethylphosphoramide)
- HOMO: 最高被占軌道 (Highest Occupied Molecular Orbital) - 理論化学
- HOPG: 高配向性熱分解グラファイト (英: Highly Oriented Pyrolytic Graphite) - 炭素材料
- HPA: 3-ヒドロキシピコリン酸 (3-hydroxypicolic acid) - MALDI法でマトリックスとして使用
- HPLC:  高速液体クロマトグラフィー (High Performance Liquid Chromatography) - 機器分析法
- HR: 高分解 (High Resolution) - 顕微鏡で使用される用語

## I
- I: イソロイシン (Isoleucine) - アミノ酸の1種
- i-: イソ (Iso) - 炭素鎖末端が[(CH3)2CH-]となっていることを示す
- IC: インジゴカーミン (Indigo Carmine) - pH指示薬
- ICORP: 国際共同研究事業 (International Cooperative Research Project)
- ICP:  誘導結合プラズマ (Induced Coupled Plasma) - 機器分析法
- ICP-AES: ICP発光分光 (ICP - Atomic Emission Spectrometry) - 機器分析法
- ICP-MS: ICP質量分析 (ICP - Mass Spectrometry) - 機器分析法
- ICR-MS: イオンサイクロトロン共鳴型質量分析計 (Ion Cyclotron Resonance Mass Spectrometer) - 質量分析の手法
- IF: インパクトファクター (Impact Factor) - 雑誌の評価基準
- Ile: イソロイシン (Isoleucine) - アミノ酸の1種
- IR: 赤外線 (Infrared) - 光の波長領域。赤外分光法を指す場合も多い。
- IRAS:  - 機器分析法
- IUPAC: 国際純正応用化学連合 (International Union of Pure and Applied Chemistry)

## J
- JACS: 米国化学会誌 (Journal of the American Chemical Society) - 雑誌名
- JCR: Journal Citation Report - インパクトファクターの発行元
- JST: 科学技術振興機構 (Japan Science and Technology Agency)

## K
- K: リシン (Lysine) - アミノ酸の1種
- Ka: 酸性度定数 (acidity constant)
- Kb: 塩基性度定数 (basicity constant)
- KE: 運動エネルギー (Kinetic Energy)

## L
- L: ロイシン (Leucine) - アミノ酸の1種
- LB膜: ラングミュア・ブロジェット膜 (Langmuir- Blodgett) - 分子が規則的に配列した膜
- LC: 液体クロマトグラフィー (Liquid Chromatography) - 機器分析法
- LCAO: 原子軌道の線形結合 (Linear Combination Atomic Orbital) - 理論化学
- LC/MS: 液体クロマトグラフ質量分析 (Liquid Chromatography / Mass Spectrometry) - 機器分析法
- LEED: 低速電子線回折 (Low Energy Electron Diffraction)- 機器分析法
- Leu: ロイシン (Leucine) - アミノ酸の1種
- LUMO: 最低空軌道 (Lowest Unoccupied Molecular Orbital) - 理論化学
- Lys: リシン (Lysine) - アミノ酸の1種

## M
- M: メチオニン (Metionine) - アミノ酸の1種
- M: モーラー (molar) - 濃度の単位, mol/Lに等しい
- M: 金属 (Metal)
- MALDI: マトリックス支援レーザー脱離イオン化 (Matrix Assisted Laser Desorption/Ionization) - 質量分析の手法
- mCPBA: メタクロロ過安息香酸 (m-chloroperoxybenzoic acid) - 酸化剤
- MD: 分子動力学 (Molecular Dynamics) -  理論化学
- Me: メチル基 (Methyl) - [CH3-]
- Met: メチオニン (Metionine) - アミノ酸の1種
- MM: 分子力学 (Molecular Mechanics) - 理論化学
- MO: メチルオレンジ (Methyl Orange) - pH指示薬
- MO: 分子軌道 (Molecular Orbital) - 理論化学
- MOM: メトキシメチル基 (methoxymethyl group)
- MOT: 技術経営 (Management of Technology)
- MR: メチルレッド (Methyl Red) - pH指示薬
- MRI: 磁気共鳴画像法 (magnetic resonance imaging) - 医学
- MS: 質量分析法 (Mass Spectroscopy)あるいは質量分析計 (Mass Spectrometer) - 機器分析法
- Ms: メシル基 (Mesyl) - [CH3SO2-]
- MS/MS: タンデム型質量分析法- 機器分析法
- MWCNT: 多層カーボンナノチューブ (Multi Wall Carbon Nanotube) - 炭素材料
- MWNT: 多層ナノチューブ (Multi Wall Nanotube)

## N
- N: アスパラギン (Asparagine) - アミノ酸の1種
- n-: ノルマル (normal) - 炭素鎖に分岐が無いことを示す
- NB: ナイルブルー (Nile Blue) - pH指示薬
- NEDO: 新エネルギー・産業技術総合開発機構 (New Energy and Industrial Technology Development Organization) - 独立行政法人研究所
- NIMS: 物質・材料研究機構 (National Institute for Materials Science) - 独立行政法人研究所

- NIR: 近赤外 (Near Infrared) - 機器分析法
- NMR: 核磁気共鳴 (Neclear Magnetic Resonance) - 機器分析法
- NT: ナノチューブ (Nanotube)

## O
- ODS: オクタデシルシリル(OctaDecyl Silyl)基 (C18H37Si) 。C18とも。
- OL: Organic Letters- 雑誌名
- OLED: 有機発光ダイオード (Organic Light Emitting Diode) - 最近注目されているディスプレイ材料
- ORD: - 旋光分散 (Optical Rotatory Dispersion) - 機器分析法
- Ox: 酸化 (Oxidation) - 酸化体を表すこともある
- ORP: 酸化還元電位 (Oxidation Reduction Potential)

## P
- P: プロリン (Proline) - アミノ酸の1種
- p: -log - 数学記号
- PA: ポリアミド (Polyamide) - 汎用エンジニアリングプラスチックの1種
- PAN: ポリアクリロニトリル (Polyacrylonitrile)
- PAn: ポリアニリン (Polyaniline) - 代表的な導電性高分子で、電池の材料としても利用される
- PAS： 光音響分光 (Photo Acoustic Spectroscopy) - 物質に光を照射し、発生する音を利用して分析を行う分光法
- PBD: ポリブタジエン (Polybutadiene) - 汎用プラスチックの1種
- PC: ポリカーボネート (Polycarbonate) - 汎用エンジニアリングプラスチックの1種
- PE: ポリエチレン (Polyethylene) - 汎用プラスチックの1種
- PEDOT: ポリエチレンジオキシチオフェン (polyethylenedioxythiophene) - 代表的な有機EL材料
- PEEK: ポリエーテルエーテルケトン (Poly-ether-ether-ketone) - スーパーエンプラの1種
- PEG: ポリエチレングリコール (Polyethyleneglycol) - 界面活性剤などとして使用される高分子
- PET: ポリエチレンテレフタラート (Polyethylene Terephthalate) - 汎用エンジニアリングプラスチックの1種
- pH: -log[H+] - 水素イオン濃度
- Ph: フェニル基 (Phenyl) - [C6H5-]
- Phe: フェニルアラニン (Phenylalanine) - アミノ酸の1種
- pKa: -log(Ka) - 酸性度の指標
- pKb: -log(Kb) - 塩基性度の指標
- PMB: p-メトキシベンジル基 (p-methoxybenzyl) - 代表的な保護基
- PMMA: ポリメタクリル酸メチル (Polymethylmetacrylate) - 汎用プラスチックの1種
- POM: ポリアセタール (Polyacetal) - 汎用エンジニアリングプラスチックの1種
- PP: ポリプロピレン (Polypropylene) - 汎用プラスチックの1種
- PP: フェノールフタレイン (Phenol Phthalein) - pH指示薬
- Pr: プロピル基 (Propyl) - [CH3CH2CH2-]
- PRESTO: さきがけ (Precursory Research for Embryonic Science and Technology) - JSTの個人推進型研究プロジェクト
- PRL: Physical Review Letters - 雑誌名
- Pro: プロリン (Proline) - アミノ酸の1種
- PS: ポリスチレン (Polystylene) - 汎用プラスチックの1種
- PVA: ポリビニルアルコール（Polyvinyl alcohol）またはポリ酢酸ビニル（Polyvinyl acetate）
- PVAC: ポリ酢酸ビニル (Polyvinyl acetate) - 汎用プラスチックの1種
- PVAL: ポリビニルアルコール (Polyvinyl alcohol) - 汎用プラスチックの1種で水溶性の高分子
- PVC: ポリ塩化ビニル (Polyvinyl chloride) - 汎用プラスチックの1種
- PVDC: ポリ塩化ビニリデン (Polyvinylidene chloride) - 汎用プラスチックの1種
- PVF: ポリフッ化ビニル (Polyvinyl fluoride) - 汎用プラスチックの1種
- Py: ピリジン (Pyridine) -

## Q
- Q: グルタミン (Glutamine) - アミノ酸の1種
- Q-MS: 四重極型質量分析計 (Quadrupole Mass Spectrometer) - 質量分析の手法

## R
- R: アルギニン (Arginine) - アミノ酸の1種
- R: プリン (Purine) - 核酸塩基の1種
- R: アルキル基 (Alkyl) - 何らかの脂肪族炭化水素であることを示す
- RBS: ラザフォード後方散乱 (Rutherford Backscattering Spectrometry) - 機器分析法
- Red: 還元 (Reduction) - 還元体を表すこともある
- RHEED: 反射高速電子線回折 (Reflection High Energy Electron Diffraction) - 機器分析法
- RI: 屈折率 (Refractive Index) - 光学特性
- RNA: リボ核酸 (Ribose Nucleic Acid) - 生体高分子の1種
- RT: 保持時間 (Retention Time) - クロマトグラムのパラメーター
- RT: 室温 (Room Temperature) - 反応条件などでよく使用される
- RXN: 反応 (Reaction)

## S
- S: セリン (Serine) - アミノ酸の1種
- s-: 2級 (secondary) - 炭素鎖に分岐が1つあることを示す
- SAXS: - X線小角散乱 (Small Angle X-ray Scattering) - 機器分析法
- SBR: スチレン・ブタジエンゴム (styrene-butadiene rubber) - 代表的な合成ゴム
- SEC: サイズ排除クロマトグラフィー (Size Exclusion Chromatography) - クロマトグラフィーの1種
- sec-: 2級 (secondary) - 炭素鎖に分岐が1つあることを示す
- SEM: - 走査型電子顕微鏡 (Scanning Electron Microscope) - 機器分析法
- sens: 増感剤 (sensitizer)
- Ser: セリン (Serine) - アミノ酸の1種
- Sia: シアミル基 (siamyl, 1,2-dimetylpropyl)
- SIMS: - 二次イオン質量分析法 (Secondary Ion Mass Spectrometry) - 機器分析法
- SMEAH - 水素化ビス（2－メトキシエトキシ）アルミニウムナトリウム (Sodium Bis(2-methoxyethoxy)aluminium Hydride) - 還元剤
- SOMO: 半占軌道 (Singly Occupied Molecular Orbital) - 理論化学
- SORST: 戦略的創造研究推進事業発展研究課題 (Solution Oriented Research for Science and Technology) - CRESTあるいはERATOの後続プロジェクト
- SPM: - 走査型プローブ顕微鏡 (Scanning Probe Microscope) - 機器分析法
- SPSJ: 高分子学会 (The Society of Polymer Science, Japan) - 学会
- SQUID: 超伝導量子干渉計 (Superconducting Quantum Interference Device) - 機器分析法
- STM: - 走査型トンネル顕微鏡 (Scanning Tunnel Microscope) - 機器分析法
- STO: スレーター型軌道 (Slater Type Orbital) - 理論化学
- SWCNT: 単層カーボンナノチューブ (Single Wall Carbon Nanotube) - 炭素材料
- SWNT: 単層ナノチューブ (Single Wall Nanotube)

## T
- T: スレオニン (Threonine) - アミノ酸の1種
- T: チミン (Tymine) - 核酸塩基の1種
- t: 3級 (tertiary) - 炭素鎖に分岐が2箇所あることを示す
- TB: チモールブルー (Thymol Blue) - pH指示薬
- TBDMS: tert-ブチルジメチルシリル基 - 保護基（TBSは別称）
- TBDPS: tert-ブチルジフェニルシリル基 - 保護基
- TBPB: テトラブロモフェノールブルー (Tetra Bromo Phenol Blue) - pH指示薬
- TBS: tert-ブチルジメチルシリル基 - 保護基（TBDMSは別称）
- TCD: 熱伝導度型検出器 (Thermal Conductivity Detector) - ガスクロマトグラフィー用検出器
- TEM: 透過型電子顕微鏡 (Transmission  Electron Microscope) - 機器分析法
- tert: 3級 (tertiary) - 炭素鎖に分岐が2箇所あることを示す
- TG: 熱天秤 (Thermogravimetry) - 機器分析法
- Tg: ガラス転移点 (Glass Transition Temperature) - 高分子の基礎物性の1つ
- Thr: スレオニン (Threonine) - アミノ酸の1種
- TL: Tetrahedron Letters- 有機化学分野の学術雑誌
- TLC: 薄層クロマトグラフィー (Thin Layer Chromatography) - 有機物の分離分析法
- TLO: 技術移転機関 (Technology Licensing Organization)
- TMS: トリメチルシリル基 (Trimethylsilyl) - [(CH3)3Si-]
- Tol: トリル基 - [p-Me-Ph-]
- TOF-MS: 飛行時間型質量分析計 (Time of Flight Mass Spectrometry) - 質量分析の手法
- Tos: トシル基 (Tosyl) -[p-Me-Ph-SO2-]
- TPS: 2,4,6-トリイソプロピルベンゼンスルホニル基 (2,4,6-Triisopropylbenzenesulfonyl)
- Tr: トリチル基 (trityl) - [Ph3C-]
- Trp: トリプトファン (Tryptophan) - アミノ酸の1種
- Troc: 2,2,2-トリクロロエトキシカルボニル基 (2,2,2-trichloroethoxycarbonyl) - [CCl3CH2OCO-]
- Trt: トリチル基 (trityl) - [Ph3C-]
- Ts: トシル基 (Tosyl) - [p-Me-Ph-SO2-]
- Tyr: チロシン (Tyrosine) - アミノ酸の1種

## U
- U: ウラシル (Uracil) - 核酸塩基の1種
- UV: 紫外線 (Ultraviolet) - 光の波長領域。分光法を指す場合も多い。

## V
- V: バリン (Valine) - アミノ酸の1種
- Val: バリン (Valine) - アミノ酸の1種
- vis: 可視光線 (visible) - 光の波長領域。分光法を指す場合も多い。
- VUV: 真空紫外 (Vacuum Ultra Violet) - 光の波長領域、及びその波長域の光。

## W
- W: トリプトファン (Tryptophane) - アミノ酸の1種
- WAXS: 広角X線散乱 (Wide Angle X-ray Diffraction) - 機器分析法。XRDと同じ。
- WDS: 波長分散型X線分析 (Wavelength Dispersive X-ray Spectroscopy) - 機器分析法
- WDX: 波長分散型X線分析 (Wavelength Dispersive X-ray Spectroscopy) - 機器分析法
- WEFT: WEFT (Water Eliminated Fourier Transform) - NMR測定法の1種

## X
- XANES: X線吸収端微細構造 (X-ray Absorption Near Edge Structure) - 機器分析法
- XMA: X線マイクロアナライザー (X-ray Microanalysis) - 機器分析法
- XPS: X線光電子分光 (X-ray Photoelectron Spectroscopy) - 機器分析法
- XRD: X線回折装置 (X-ray Diffraction) - 機器分析法
- XRF: 蛍光X線 (X‐ray Fluorescence Analysis) - 機器分析法

## Y
- Y: チロシン (Tyrosine) - アミノ酸の1種
- Y: ピリミジン (Pyrimidine) - 核酸塩基の1種

## Z
- Z: ベンジルオキシカルボニル基 (Benzyloxycarbonyl) - 保護基のひとつ。Cbz とも略す。